# Hod Stuart
William Hodgson „Hod” Stuart (ur. 20 lutego 1879 w Ottawie, zm. 23 czerwca 1907 w Bay of Quinte) – kanadyjski zawodowy hokeista na lodzie występujący na pozycji obrońcy (wtedy cover-point). W ciągu dziewięciu sezonów występował w kilku drużynach w różnych ligach. Przez krótki okres grał również w drużynie futbolu kanadyjskiego Ottawa Rough Riders. Wraz ze swoim bratem Bruce’em, Stuart występował w pierwszej w pełni zawodowej lidze hokejowej – amerykańskiej International Professional Hockey League (IPHL), gdzie był uznawany za jednego z najlepszych zawodników ligi.
Rozczarowany brutalnością podczas meczów w IPHL, w 1906 roku opuścił ligę. Powrócił do Kanady, gdzie w 1907 roku wywalczył z zespołem Montreal Wanderers Puchar Stanleya. Dwa miesiące później zginął w nieszczęśliwym wypadku w wyniku skoku do wody. Eastern Canada Amateur Hockey Association (ECAHA) zorganizowała mecz gwiazd, pierwszy tego typu w historii tego sportu, w celu zebrania środków pieniężnych na pomoc dzieciom i wdowie po Stuarcie. Szacuje się, że spotkanie, które odbyło się 2 stycznia 1908 roku, oglądało 3800 widzów. Przez gazetę Montreal Herald wydarzenie to zostało opisane jako „wyjątkowe w historii hokeja w Montrealu, jeśli nie w całej Kanadzie”.
W czasach, gdy od obrońców oczekiwano asekuracji i pozostawania z tyłu w trakcie spotkania, Stuart słynął z umiejętności zdobywania bramek pełniąc równocześnie rolę defensywną, a także z trzymania nerwów na wodzy w meczach, które często kończyły się brutalnie. Dał się poznać również jako ten, który działał na rzecz ograniczania tej brutalności i zwiększenia pensji hokeistów. 
Jego sukcesy i postawa sportowa zostały docenione w 1945 roku, gdy utworzono Hockey Hall of Fame – Stuart został jednym z pierwszych dziewięciu zawodników wprowadzonych do galerii sław. W 1961 roku do tego grona dołączył również jego brat, Bruce.

## Życie osobiste
Stuart urodził się w Ottawie jako najstarszy syn Williama Stuarta i Rachel Hodgson. Miał dwóch braci – Alexa i Bruce’a oraz dwie siostry – Jessie i Lottio. Stuart uprawiał sport od najmłodszych lat. Jego ojciec grał w curling, w pewnym momencie będąc skipem w zespole Ottawa Curling Club, natomiast Hod i Bruce od najmłodszych lat grali w hokeja, często występując wspólnie w jednej drużynie. Hod trenował również rugby i futbol kanadyjski, występując w lokalnym zespole Ottawa Rough Riders.
Poza hokejem Stuart był murarzem i w późniejszym okresie swojego życia pracował w firmie budowlanej ojca. Był osobą spokojną i w odróżnieniu od innych sportowców w tamtym czasie nie lubił rozmawiać o swoich osiągnięciach, z wyjątkiem bliskich znajomych. Jego żona Loughlin pochodziła z Quebecu. Pobrali się około 1903 roku, mieli dwójkę dzieci.

## Kariera
Pierwszą seniorską drużyną Stuarta była Rat Portage Thistles z północno-zachodniego Ontario, w której występował w zimie 1895–1896. Przed rozpoczęciem sezonu 1899, Hod i jego brat Bruce dołączyli do Ottawa Hockey Club z ligi Canadian Amateur Hockey League (CAHL). W sezonie 1900 był kapitanem drużyny. Dzięki kontaktom biznesowym ojca, Stuart otrzymał pracę w Québecu, gdzie przeniósł się w 1900 roku. Tam dołączył do lokalnego zespołu Quebec Bulldogs, również występującego w CAHL. W barwach Bulldogs Stuart występował przez kolejne dwa sezony, łącznie zaliczając 15 występów, w których zdobył 7 bramek.

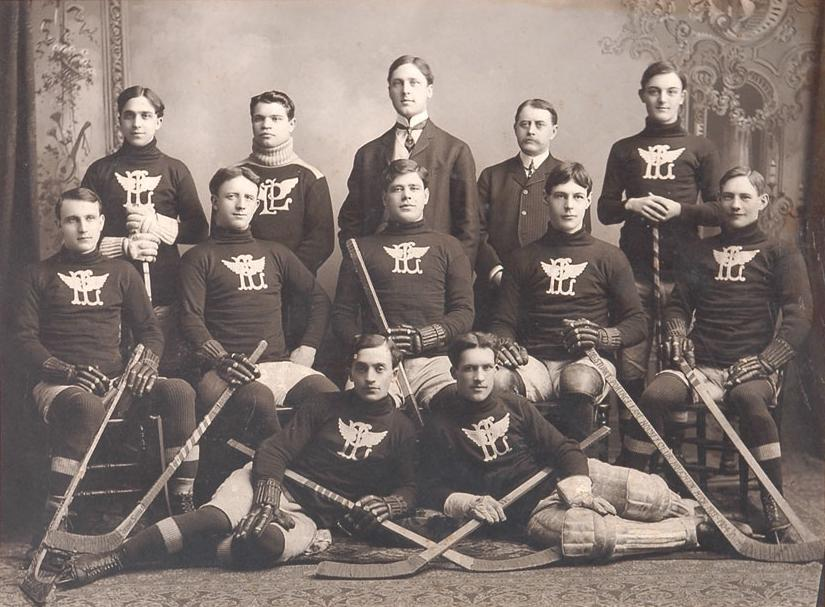
Portage Lakes Hockey Club w 1904. Stuart jest w środkowym rzędzie, drugi od prawej

W 1902 roku Stuart podpisał profesjonalną umowę z drużyną Pittsburgh Bankers występującą w Western Pennsylvania Hockey League (WPHL). Kontrakt był przedmiotem sporu między Bankers a drużyną Pittsburgh Victorias, która również chciała pozyskać Stuarta. Ostatecznie spór rozstrzygnął się na korzyść Bankers. W kolejnym roku do drużyny dołączył również Bruce. Stuartowi zaproponowano pensję w wysokości 15–20 dolarów tygodniowo oraz stały dochód z dziennej pracy w Pittsburghu. W sezonie 1903 WPHL Stuart zdobył 7 bramek i zanotował 8 asyst, dzięki czemu został wybrany najlepszym obrońcą (cover-point) ligi.
Po jednym sezonie w Pittsburghu, na sezon 1903–1904 Stuart przeniósł się do Portage Lakes Hockey Club, drużyny z północnego Michigan. W barwach zespołu z Houghton Stuart rozegrał 14 spotkań towarzyskich, w których zdobył 13 bramek – był to czwarty wynik w drużynie. Wraz z utworzeniem International Professional Hockey League (IPHL) Stuart opuścił Portage Lake, by występować w Calumet Miners, gdzie za 1800 dolarów, poza graniem na pozycji cover-pointa, zaoferowano mu również posadę trenera i menedżera. W sezonie 1904–1905 IPHL strzelił 18 bramek, czym wymiernie pomógł drużynie w zdobyciu mistrzostwa ligi i został wybrany do drużyny gwiazd sezonu jako najlepszy cover-point całych rozgrywek.

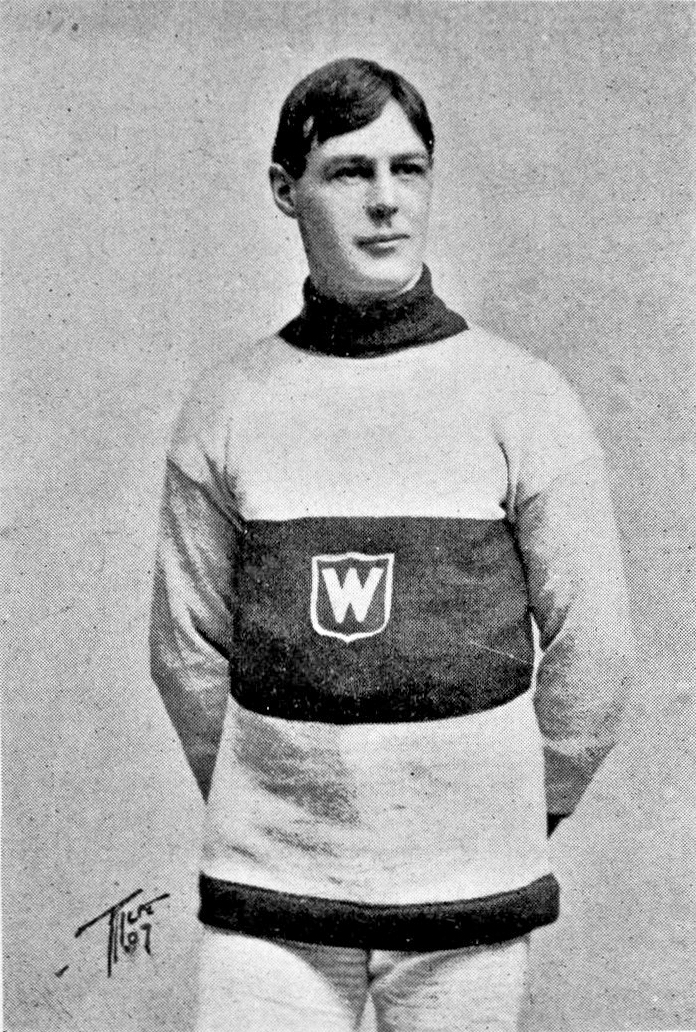
Stuart w barwach Montreal Wanderers

11 grudnia 1905 roku, przed rozpoczęciem sezonu 1905–1906 IPHL, Stuart został zawieszony w prawach zawodnika po skardze drużyn z zachodu, w której zarzucono zawodnikowi, że zdobył zbyt dużą liczbę mistrzostw i był za dobry, by występować w lidze. 30 grudnia, po ponownym umożliwieniu mu występowania w lidze, Stuart dołączył do Pittsburgh Professionals. Po zakończeniu sezonu przez drużynę z Pittsburgha Stuart dołączył do Calumet na jeden mecz, by pomóc im zdobyć mistrzostwo. Ostatecznie jednak tytuł wywalczył zespół Portage Lakes Hockey Club. Ponownie został wybrany najlepszym cover-pointem rozgrywek IPHL, w których zdobył 11 bramek. Wielki człowiek z płynnym krokiem łyżwowym, który za wybitną grę ofensywną i defensywną był uważany za najlepszego obrońcę swoich czasów.
Po przenosinach zawodników do Stanów Zjednoczonych za namową IPHL, drużyny hokejowe w Kanadzie były zmuszone wyrównać pensje zawodników, by zatrzymać ich w kraju. Stuart, niezadowolony z gry w Pittsburghu z powodu przemocy i brutalności na lodowisku, został poinformowany przez Dickiego Boona o ofercie ze strony Montreal Wanderers z ECAHA. Przyjęcie oferty od drużyny ówczesnych mistrzów ligi broniących Pucharu Stanleya, spowodowałaby, że zostałby najlepiej zarabiającym zawodnikiem ligi. 13 grudnia 1906 roku przesłał list do dziennika Montreal Star, gdzie opisał problemy związane z IPHL. Głównym zmartwieniem Stuarta było sędziowanie: 

Oni nie wiedzą jak robić tam hokej, ludzie od lodowiska wyznaczają najbardziej durnych i niekompetentnych sędziów jakich tylko mogli znaleźć. W ubiegłym roku mieli Chaucera Elliotta, który nie był zły, i Doca Gibsona. W tym sezonie wszyscy są kiepscy i przeniosę się do Wanderers jeśli sprawy będą toczyć się dalej tak jak ma to miejsce do tej pory.

W grudniu 1906 drużyna z Pittsburgha odmówiła gry przeciwko Michigan Soo, protestując przeciwko sędziemu wyznaczonemu na ten mecz. Mimo że było to powszechne zjawisko w lidze, zarząd Pittsburgh Professionals uważał, że za wszystkim stał Stuart, w efekcie czego zwolnił go z klubu. Nie będąc związanym z żadnym zespołem, Stuart dołączył do Wanderers. Jego pierwsze spotkanie w barwach klubu z Montrealu oglądało 6069 fanów. 27 i 29 grudnia 1906 roku brał udział w meczach z New Glasgow Cubs z Nowej Szkocji, których stawką był Puchar Stanleya. Hod Stuart, wraz z kilkoma innymi hokeistami z drużyny: Rileyem Hernem, Frankiem Glassem, Moose'em Johnsonem i Jackiem Marshallem, zostali pierwszymi zawodowcami rywalizującymi o Puchar Stanleya.

„Nie byli w stanie zaoferować mi tutaj tyle pieniędzy, bym ponownie przechodził przez to, przez co przechodziłem w ostatnim sezonie w tej lidze. Każdy mnie oczerniał i nie mogłem nawet podnieść kija z lodu. To jest fakt. Nigdy nie podnosiłem kija z lodu, z wyjątkiem strzałów, całą zimę, i nigdy nie zaatakowałem człowieka kijem.”

Stuartowi nie udało się uciec przed brutalnymi atakami w ECAHA. 12 stycznia 1907 roku Wanderers zmierzyli się w spotkaniu z Ottawa Senators, które drużyna Stuarta ostatecznie wygrała 4–2. W trakcie meczu Charles Spittal z Ottawy został opisany, jakoby miał „próbować rozłupać czaszkę Cecila Blachforda”, Alf Smith uderzył Stuarta „kijem wzdłuż skroni, powalając go jak trupa”, a Harry Smith złamał swój kij na twarzy Erniego „Moose'a” Johnsona, łamiąc mu nos. Stuart został pochwalony za swoją postawę w trakcie spotkania; mówiło się, że nie unikał starć ani nie próbował odwetu na przeciwnikach, nawet po otrzymaniu większości uderzeń. Na spotkaniu władz ligi 18 stycznia, Montreal Victorias zaproponowali zawieszenie Spittala i Alfa Smitha na cały sezon, ale wniosek został odrzucony w głosowaniu, a prezydent ligi, Fred McRobie, zrezygnował z pełnienia dotychczasowej funkcji. Przy okazji kolejnej wizyty Senators w Montrealu, policja aresztowała Spittala, Alfa i Harry’ego Smithów, co doprowadziło do ukarania Spittala i Alfa grzywną w wysokości 20 dolarów i uniewinnienia Harry’ego. Pomimo ciągłej przemocy, Stuart przyczynił się do zakończenia sezonu przez Wanderers bez porażki. Następnie jego zespół rywalizował z drużyną Kenora Thistles o Puchar Stanleya. Thistles wygrali serię styczniową, ale przegrali w marcowych rewanżach, oddając tym samym Puchar Stanleya zespołowi Wanderers. Stuart grał w meczach obu serii. Pomimo że nie zdobył bramki w żadnym z czterech spotkań, to jego pierwszy mecz w serii został okrzyknięty najlepszym w jego całej karierze, i to mimo gry ze złamanym palcem. Uważany był za najważniejszego zawodnika Wanderers, o Stuarcie mówiono, że potrafi grać na każdej pozycji na lodowisku, oraz że przekazuje swoją wiedzę o grze kolegom z drużyny.

## Śmierć

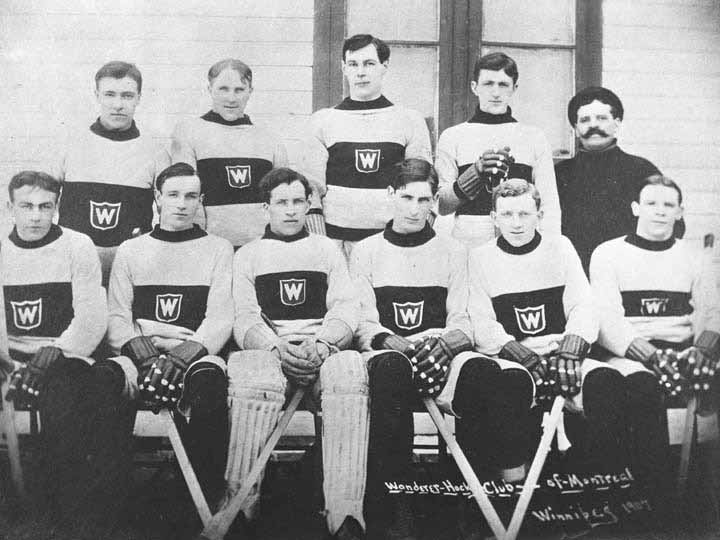
Montreal Wanderers podczas rywalizacji o Puchar Stanleya w 1907, w której ostatecznie pokonają Kenora Thistles. Stuart stoi w tylnym rzędzie, trzeci od lewej

Zmęczony nieustającymi brutalnymi zagraniami, po zdobyciu mistrzostwa w 1907 roku Stuart wycofał się z hokeja i dołączył do swojego ojca, by pracować w budownictwie. Do jego obowiązków należało między innymi nadzorowanie budowy w Belleville. Będąc w Belleville, Stuart otrzymywał oferty od różnych drużyn hokejowych. Był również pytany o możliwość prowadzenia lokalnej drużyny. Podobną ofertę otrzymał również z Peterborough. Plotkowano, że pewne miasto niedaleko Toronto zaoferowało mu pensję w wysokości wynagrodzenia prezesa kolei, w przypadku zgody na występy w tamtejszym zespole. Popołudniem 23 czerwca 1907 roku Stuart wybrał się nad Bay of Quinte, by popływać ze znajomymi. Udał się do niedalekiej latarni, około pół kilometra od pozostałej grupy, wspiął się na platformę i skoczył do płytkiej wody. Stuart uderzył głową w kamienie i złamał kark, ginąc na miejscu. Jego ciało zostało przywiezione do Ottawy i pochowane na cmentarzu Beechwood.

### Mecz gwiazd
W celu zebrania pieniędzy dla wdowy po Stuarcie i dwójki dzieci, ECAHA postanowiła zorganizować mecz gwiazd, pierwszy tego typu w historii sportu. Około 3800 ludzi przybyło 2 stycznia 1908 roku na memoriałowy mecz Hoda Stuarta, a bilety zostały wyprzedane już kilka dni przed spotkaniem. Przez gazetę Montreal Herald wydarzenie to zostało opisane jako „wyjątkowe w historii hokeja w Montrealu, jeśli nie w całej Kanadzie”. W meczu wzięły udział Montreal Wanderers, były zespół Stuarta, oraz drużyna składająca się z najlepszych zawodników pozostałych drużyn ECAHA. Właściciele Westmount Arena zgodzili się zorganizować spotkanie bez pobierania opłaty, dzięki czemu cały dochód z imprezy został przekazany rodzinie Stuarta – w sumie 2100 dolarów. Fani zostali poproszeni o wysyłanie listów z nazwiskami swoich faworytów, którzy powinni zagrać w drużynie gwiazd, a szczęśliwi wygrani otrzymali dwa bilety na spotkanie. Wanderers, zgrana drużyna, prezentowała się zdecydowanie lepiej niż zespół gwiazd, w którym zawodnicy nie grali wcześniej ze sobą, i prowadziła po pierwszej połowie 7–1. Druga połowa należała do drużyny gwiazd, dzięki czemu mecz zakończył się różnicą 3 bramek i zwycięstwem Wanderers 10–7.

### Składy

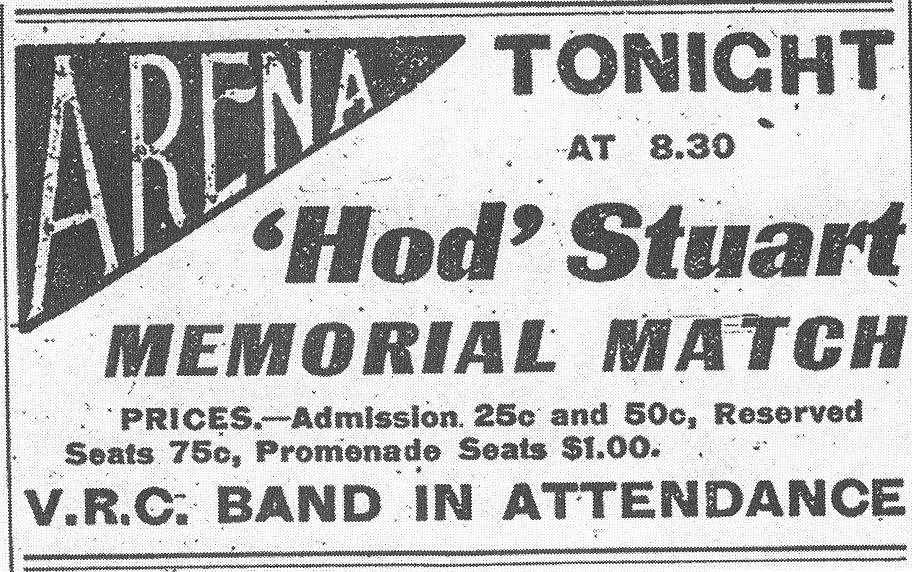
Ogłoszenie w gazecie zapowiadające mecz gwiazd, 2 stycznia 1908

| Wanderers (10)  | Pozycja               | Drużyna gwiazd (7)        |
| --------------- | --------------------- | ------------------------- |
| Riley Hern      | Bramkarz              | Percy LeSueur (Ottawa)    |
| Art Ross        | Obrońca (Point)       | Rod Kennedy (Victorias)   |
| Walter Smaill   | Obrońca (Cover-point) | Frank Patrick (Victorias) |
| Frank Glass     | Rover                 | Joe Power (Quebec)        |
| Ernie Russell   | Środkowy napastnik    | Grover Sargent (Montreal) |
| Cecil Blachford | Prawoskrzydłowy       | Eddie Hogan (Quebec)      |
| Ernie Johnson   | Lewoskrzydłowy        | Jack Marshall (Shamrocks) |

## Statystyki

### Sezon zasadniczy i play-off
| 1898–99     | Ottawa Hockey Club        | CAHL            | 3  | 1  | 0 | 1  | —  | — | — | — | — | —  |
| 1899–1900   | Ottawa Hockey Club        | CAHL            | 7  | 5  | 0 | 5  | —  | — | — | — | — | —  |
| 1900–01     | Quebec Bulldogs           | CAHL            | 7  | 2  | 0 | 2  | —  | — | — | — | — | —  |
| 1901–02     | Quebec Bulldogs           | CAHL            | 8  | 5  | 0 | 5  | —  | — | — | — | — | —  |
| 1902–03     | Pittsburgh Bankers        | WPHL            | 13 | 7  | 8 | 15 | 29 | 4 | 1 | 2 | 3 | 2  |
| 1903–04     | Portage Lakes Hockey Club | Towarz.         | 14 | 13 | 0 | 13 | 23 | 9 | 4 | 0 | 4 | 12 |
| 1904–05     | Calumet Miners            | IPHL            | 22 | 18 | 0 | 18 | 19 | — | — | — | — | —  |
| 1905–06     | Pittsburgh Professionals  | IPHL            | 20 | 11 | 0 | 11 | 50 | — | — | — | — | —  |
| 1905–06     | Calumet Miners            | IPHL            | 1  | 0  | 0 | 0  | 0  | — | — | — | — | —  |
| 1906–07     | Pittsburgh Professionals  | IPHL            | 4  | 1  | 3 | 4  | 19 | — | — | — | — | —  |
| 1906–07     | Montreal Wanderers        | ECAHA           | 8  | 3  | 0 | 3  | 21 | — | — | — | — | —  |
|             |                           | Puchar Stanleya | —  | —  | — | —  | —  | 4 | 0 | 0 | 0 | 8  |
| CAHL razem  | CAHL razem                | CAHL razem      | 25 | 13 | 0 | 13 | —  | — | — | — | — | —  |
| WPHL razem  | WPHL razem                | WPHL razem      | 13 | 7  | 8 | 15 | 29 | 4 | 1 | 2 | 3 | 2  |
| IPHL razem  | IPHL razem                | IPHL razem      | 47 | 30 | 3 | 33 | 88 | — | — | — | — | —  |
| ECAHA razem | ECAHA razem               | ECAHA razem     | 8  | 3  | 0 | 3  | 21 | — | — | — | — | —  |

Statystyki za Total Hockey

M = rozegrane mecze; G = Gole; A = asysty; Pkt = punkty; Min = minuty na ławce kar

## Wyróżnienia

### WPHL
| Wyróżnienie             | Rok  |
| ----------------------- | ---- |
| Pierwsza drużyna gwiazd | 1903 |

### IPHL
| Wyróżnienie             | Rok        |
| ----------------------- | ---------- |
| Pierwsza drużyna gwiazd | 1905, 1906 |

Wyróżnienia za Total Hockey